# Autobahnüberbauung Schlangenbader Straße

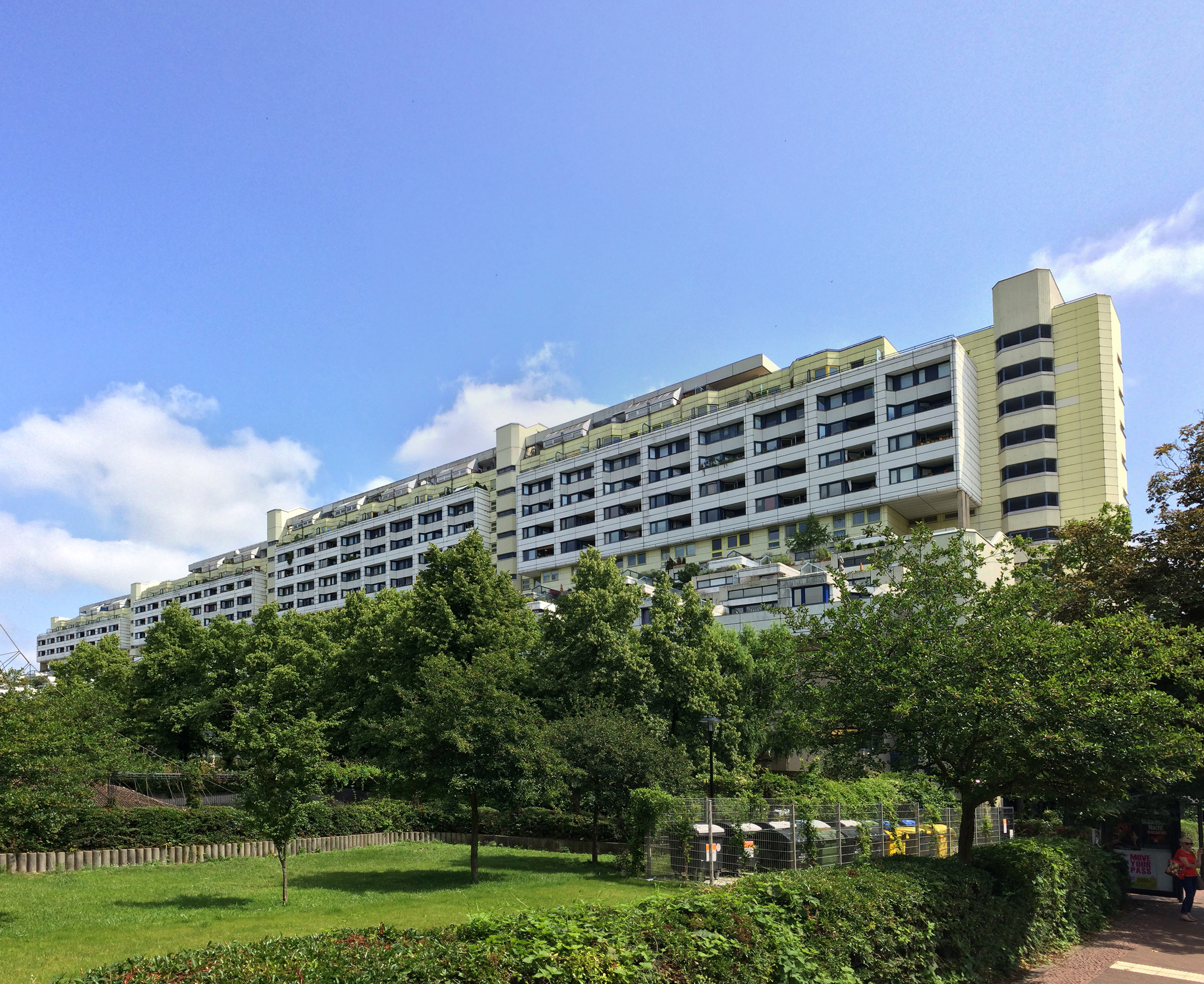
Seitenansicht der Autobahnüberbauung

Die Autobahnüberbauung Schlangenbader Straße (umgangssprachlich als Schlange bezeichnet) ist ein Wohnkomplex auf einer Autobahntrasse in der Architektur der 1970er Jahre im Berliner Ortsteil Wilmersdorf am Rande des Rheingauviertels. Es ist die bis heute einzige Anlage, mit der es gelungen ist, den stark frequentierten Verkehrsweg einer Großstadt für den Städtebau zu nutzen und dabei auch stadtökologische Anforderungen zu berücksichtigen. Mit der Mehrfachnutzung von Verkehrsflächen wurden so auch Aspekte von Umweltschutz, Reduzierung der Lärmemissionen und die Kontrolle der Emissionen erreicht. Seit Dezember 2017 steht das Gebäude mit diesem weltweiten Alleinstellungsmerkmal unter Denkmalschutz. Im April 2023 wurde der Autobahntunnel aus Sicherheitsgründen auf unbestimmte Dauer vollständig gesperrt, nachdem Mängel beim Brandschutz festgestellt wurden. Im Dezember 2023 wurde durch die Senatsverkehrsverwaltung die geplante Sanierung des Autobahntunnels bekanntgegeben. Die Wiedereröffnung ist für 2029 geplant.

## Geschichte

Umgebungskarte der Autobahnüberbauung (rot eingezeichnet und mit A 104 bezeichnet)

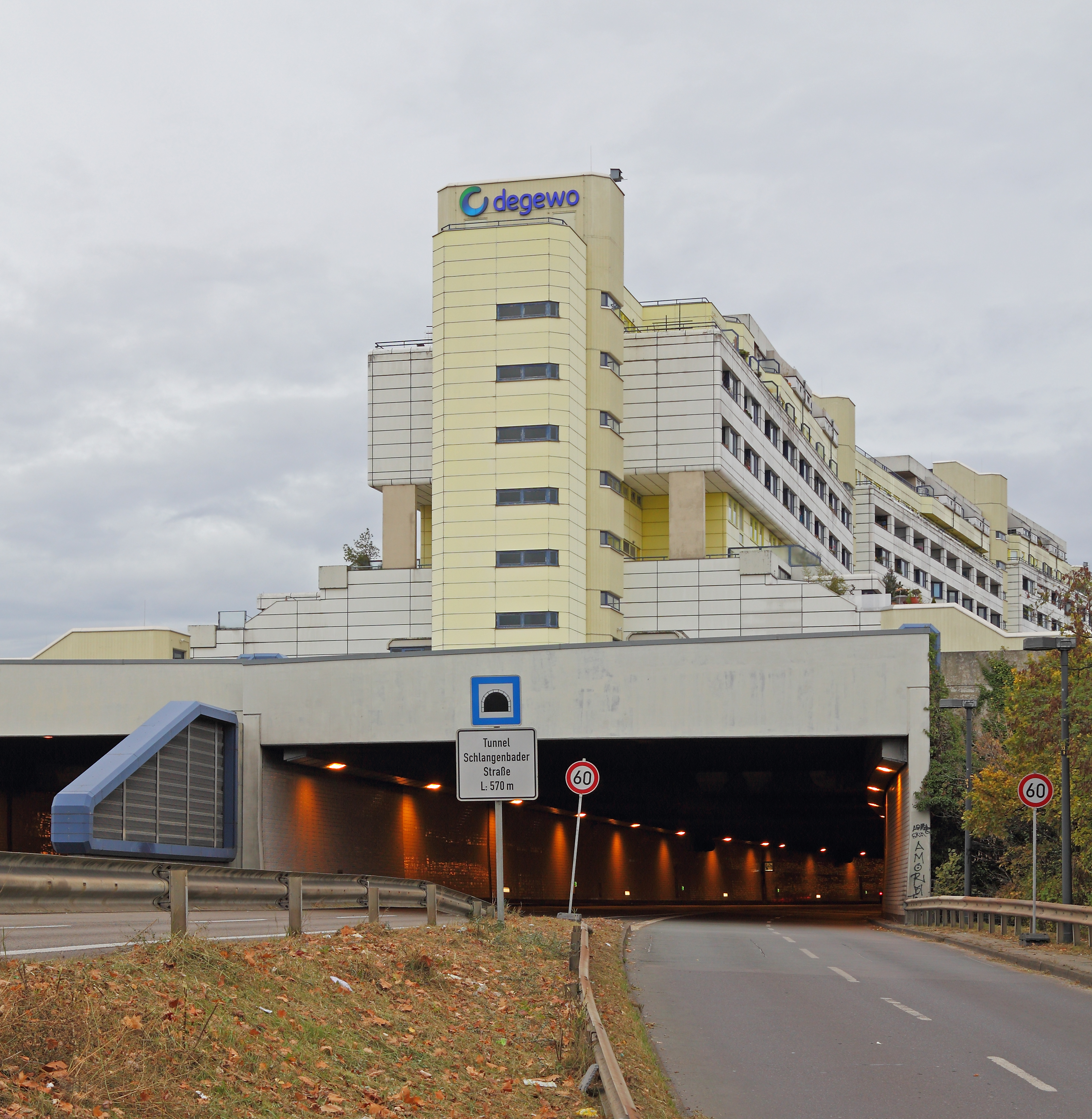
Südliche Autobahneinfahrt in den Tunnel unter dem Wohnkomplex

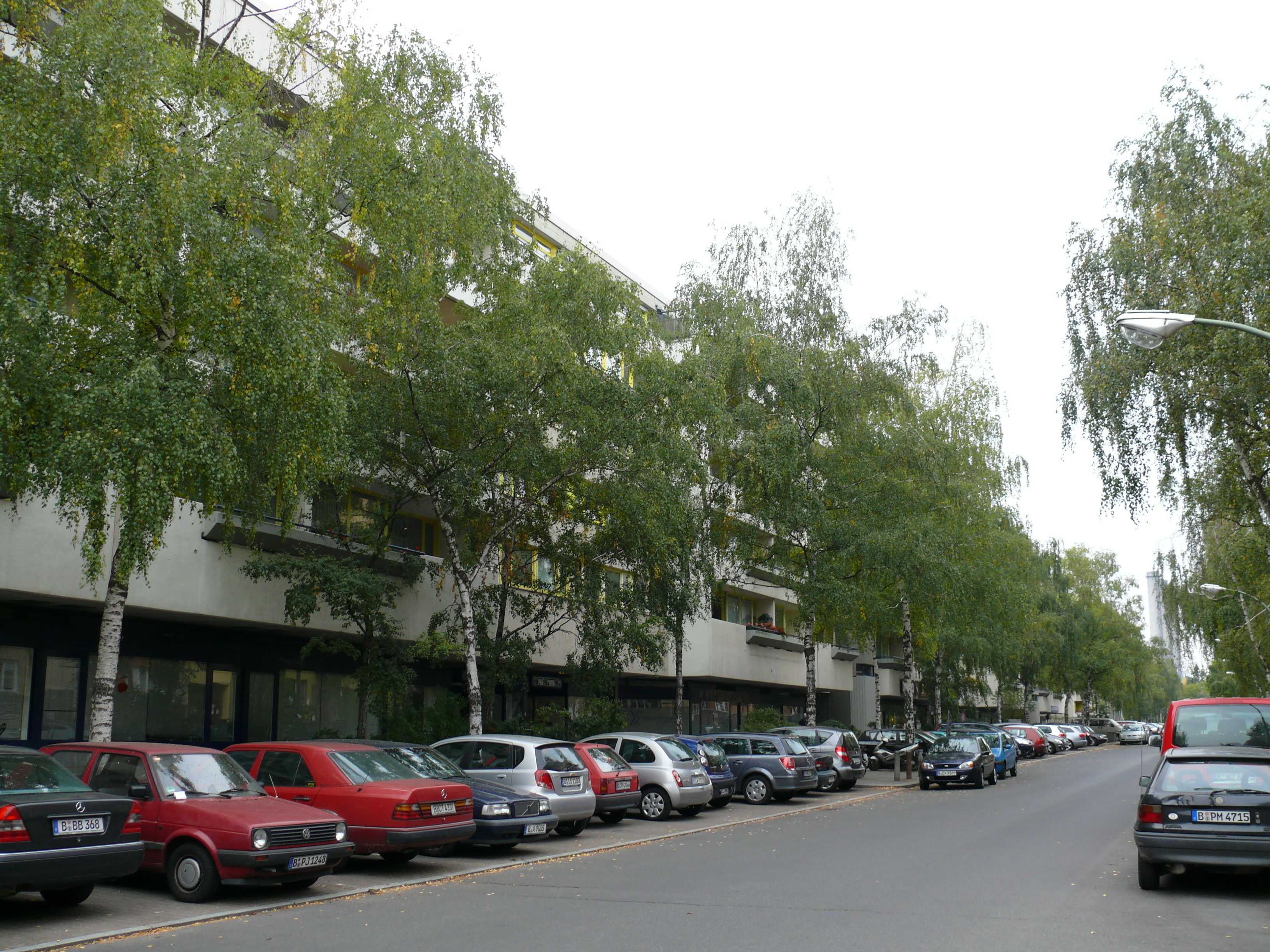
Die Wohnhäuser in der Schlangenbader Straße

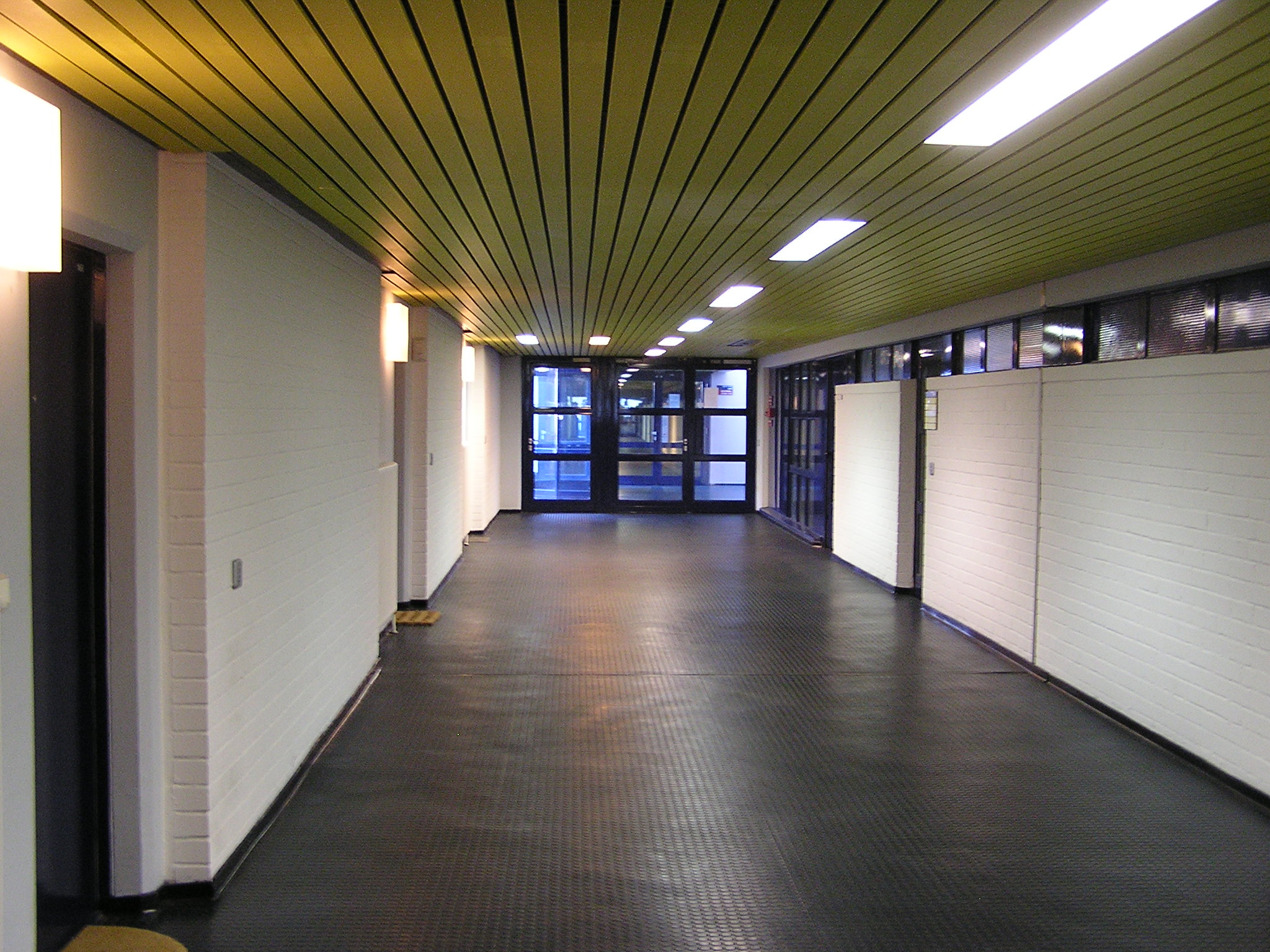
Hausflur in der ‚Schlange‘

Anfang bis Mitte der 1970er Jahre war die Wohnraumsituation im mittlerweile durch den vollendeten Mauerbau isolierten West-Berlin nach wie vor kritisch. Die zuvor nach Muster von Trabantenstädten erbauten Großsiedlungen in Randlage (unter anderem Märkisches Viertel und Gropiusstadt) hatten zwar die allgemeine Wohnungsknappheit reduziert, jedoch sahen die Planungen stets die Schaffung von weiterem verdichtetem Wohnraum als notwendig an, zumal in den 1960er Jahren diverse Altbauviertel abgerissen worden waren. Da in den Berliner Großsiedlungen bereits erste sozialstrukturelle Probleme auftraten, war der verdichtete Wohnungsbau dieses Musters ohnehin in den Hintergrund gerückt.
Neben der Notwendigkeit, Wohnraum in der räumlich begrenzten Stadt zu schaffen, spielten bei der Planung des Komplexes ökologische Aspekte eine große Rolle, so auch unter stadtplanerischen Gesichtspunkten die Zerschneidung eines bis dahin intakten Wohngebietes durch eine Autobahntrasse in Hochlage zu vermeiden. Um diesen mehrdimensionalen Anforderungen gerecht zu werden, waren bereits in der Frühphase des Projektes eine Reihe von ausgewiesenen Fachleuten aus unterschiedlichen Bereichen an der Planung beteiligt, so aus den Bereichen Stadtplanung, Bauakustik, Verkehr, Wohnungswirtschaft und Architektur.

## Bauphasen
In den Jahren 1970/1971 begannen die ersten Bauarbeiten des südlichen Abzweigs (A 104) der Stadtautobahn A 100. Auf einem Areal von etwa 44.000 m², das im westlichen Teil die Autobahn 104 überschneidet, konnte nun die Autobahnüberbauung Schlangenbader Straße geplant werden. Zunächst fungierte das Projekt unter dem Namen Wohnpark Wilmersdorf.
Die heutige Autobahnüberbauung umschließt die ehemalige Autobahn 104 auf einer Länge von 600 Metern in ihrem Nord-Süd-Verlauf und verläuft analog der Fahrbahn in leichtem Winkel gebogen. Die Erbauung des Gesamtprojekts fand zwischen 1976 und 1980 im Auftrag der degewo statt. Die Planung erfolgte durch die Architekten Georg Heinrichs, Gerhard Krebs und Klaus Krebs. Die Bauausführung erfolgte durch mehrere Unternehmen in einer Arbeitsgemeinschaft. Beteiligt waren die Unternehmen Burgert-Neue Bauhütte AG, Ed. Züblin AG, Schälerbau Berlin, Bruno Ansorge, Lindow & Co., Richter & Schädel, Sager & Woerner (SAWOE), Anton Schmittlein AG, Gottlieb Tesch GmbH, Karl Tobias GmbH, F.C. Trapp und Wiemer & Trachte.
Nach Fertigstellung kam es zu Bodenabsenkungen des Erdreichs im Bereich der Überbauung, was durch nachträgliche Verdichtung des Grundes und durch Stahlauflagekeile oberhalb der Trägerbrücken kompensiert werden musste. Die Gesamtbaukosten beliefen sich auf 400 Millionen Mark (kaufkraftbereinigt in heutiger Währung: rund 525,8 Millionen Euro).

## Umfang der Anlage

### Wohngebäude
Das Hauptgebäude, die eigentliche Autobahnüberbauung Schlangenbader Straße, erreicht die Gesamtlänge von 600 Metern und eine maximale Höhe von 46 Metern. Es hat in den mittleren Riegeln eine maximale Geschossanzahl von 14. Dieses Gebäude beinhaltet 1064 Wohneinheiten und zählt damit zu den größten zusammenhängenden durchgängig begehbaren Wohnkomplexen Europas. In der angrenzenden Randbebauung sind weitere 694 Wohneinheiten untergebracht, was eine Gesamtanzahl von 1758 Wohneinheiten auf dem Areal ergibt. Es wurden 120 verschiedene Grundrissvarianten realisiert.
Des Weiteren sind in der Überbauung 118 Hobbyräume, vier Gästewohnungen und zwölf Gemeinschaftsräume sowie diverse Fahrrad- und Kinderwagenräume untergebracht. Auf dem Gelände wurden Spielplätze und Hundetoiletten angelegt. Eine Aussichtsterrasse im 13. Obergeschoss wurde aus Sicherheitsgründen wegen vorangegangener Kletteraktionen wieder geschlossen.
Die Anlage verfügte über eine zentrale pneumatische Müllentsorgungsanlage des schwedischen Herstellers Envac mit rund 800 Meter Rohrleitungen; diese wurde zum Jahresende 2015 stillgelegt. Die Beheizung und die Energieversorgung der zentralen Warmwasserbereitung erfolgen durch Fernwärme.
Im Jahr 1980 wurden die ersten Wohnungen bezugsfertig, der Erstbezug erstreckte sich jedoch aus organisatorischen Gründen bis 1981, da zum 1. und zum 15. eines jeden Monats jeweils eine Beschränkung auf 40 Bezüge bestand.

### Gewerbeflächen
Es wurden 28 Gewerberäume mit insgesamt 7210 m² Fläche in das Projekt integriert. Diese trugen bereits planerisch dem Gedanken Rechnung, den Komplex als eigenen Kiez zu entwickeln. Es gibt unter anderem verschiedene Einkaufsmöglichkeiten, Gastronomie, eine Apotheke und verschiedene Arztpraxen.

### Begegnungsräume
Darüber hinaus finden sich in Hauptgebäude und Randbebauung zahlreiche soziale Institutionen und Vereine, die sich im „Netzwerk Schlange aktiv“ mit Institutionen aus der Nachbarschaft zusammengeschlossen haben. Darunter verschiedene Kinder- und Jugendeinrichtungen wie eine Kita, ein Kinder- und Jugendtheater, eine Seniorenbegegnungsstätte und Einrichtungen zur Betreuung und beruflichen Integration schwerbehinderter Menschen.

### Tiefgarage
Unterhalb der unter der Überbauung gelegenen Autobahntrasse befinden sich zwei Tiefgaragendecks mit 760 Stellplätzen (606 Garagen, 154 offene Stellplätze). Ein separates Parkhaus mit 437 weiteren Plätzen wurde erbaut.

### Autobahntunnel

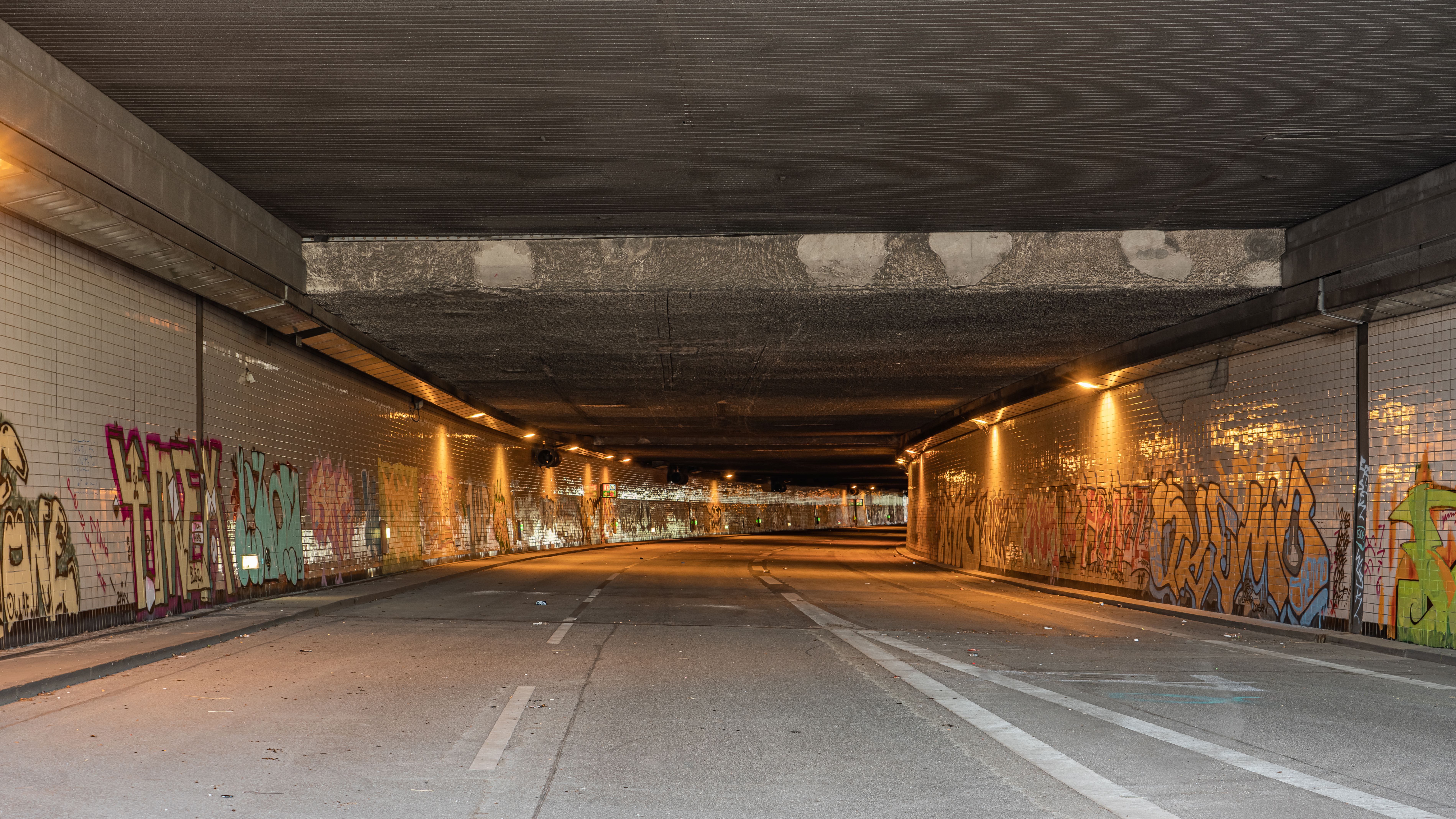
Innenaufnahme des Autobahntunnels nach der dauerhaften Sperrung im April 2023

Der eigentliche, 570 Meter lange Autobahntunnel ist von der Wohnbebauung baulich getrennt. Die Straße wird in einer eigenen Röhre geführt, was erst bei Ansicht des Querschnitts des Gebäudes deutlich wird. Nur so war es möglich, Schallübertragung zur Wohnbebauung zu vermeiden. Das Hauptgebäude selbst ruht auf einem Rahmen, der um diese Röhre herum gebaut ist und seine Lasten über eine Mittelstütze und 2 Seitenstützen in den Baugrund abgibt. Die Zwischenräume sind mit Sand gefüllt.
Ursprünglich wurden im Tunnel in Summe 1406 ein-, zwei- und dreilampige AEG-Einzelleuchten, bestückt mit Natriumdampf-Hochdrucklampen, sowie ein zweikanaliges Beleuchtungssteuerungssystem (ebenfalls AEG) mit einer Gesamtleistung von 320 Kilowatt installiert.

### Außenanlage
Fester Bestandteil des Konzepts des Komplexes sind umfangreiche Grünanlagen, welche neben den großzügigen Balkonen und Terrassen des Gebäudes den Ansprüchen der Mieter nach Wohnlichkeit und Nutzbarkeit auch unter stadtökologischen Gesichtspunkten Rechnung tragen sollten. Die Landschaftsarchitekten Paul-Heinz Gischow und Walter Rossow realisierten 1979–81 auf der westlichen Seite des Gebäudes sowie in den Bereichen zwischen Hauptgebäude und Randbebauung auf der östlichen Seite weitläufige Grünflächen, die ebenso wie das Hauptgebäude seit 2017 denkmalgeschützt sind und als Gartendenkmal in die Landesliste Berlin aufgenommen wurden.
Neben zahlreichen Spiel- und Sportmöglichkeiten für Kinder unterschiedlicher Altersgruppen existieren auch generationsübergreifende Begegnungsorte. Seit August 2023 gibt es im Westbereich der Anlage eine Boulebahn, die Ausgangspunkt für weitere geplante Einrichtungen zur Bewegungs- und Gesundheitsförderung sein soll.

## Verkehrssituation
Aus Sicherheitsgründen wurde der Autobahntunnel am 20. April 2023 gesperrt, nachdem eine technische Prüfung im Auftrag der Senatsverkehrsverwaltung Mängel beim „Entlüftungssystem im Falle eines Brandes“ und bei den Notrufanlagen gezeigt hatte. Die Probleme waren der Berliner Feuerwehr bei einer Übung im Tunnel im Herbst 2022 aufgefallen. Laut einem Sprecher der Verwaltung erschien fraglich, ob es sich lohnt, die Unterführung bei geschätzten Sanierungskosten in Höhe von 30 Millionen Euro noch einmal freizugeben. Allerdings kommt es seit der Tunnelsperrung in den umliegenden Anwohnergebieten zu erheblichen Verkehrsproblemen. Die zunächst eingeleiteten Maßnahmen konnten dies nicht nachhaltig bessern. Daher werden durch den Senat nun auch wieder Varianten geprüft, die zumindest eine teilweise Wiederöffnung für Verkehr vorsehen. Inzwischen hat sich eine Bürgerinitiative gebildet, die für ein nachhaltiges Verkehrskonzept kämpft, das die Belange der betroffenen Anwohnergebiete als Wohngebiete berücksichtigt. Am 13. Dezember 2023 wurde die geplante Sanierung des Tunnels bekanntgegeben; die Wiedereröffnung ist für das Jahr 2029 geplant.

## Kritik
Das Projekt war sowohl im Vorfeld wie auch im Nachhinein umstritten. Ein Zitat des damaligen Regierenden Bürgermeisters von Berlin Richard von Weizsäcker lautete:

„Wenn der Teufel dieser Stadt etwas Böses antun will, lässt er noch einmal so etwas wie die ‚Schlange‘ bauen.“

Die Wohneinheiten wurden im Rahmen des sozialen Wohnungsbaus errichtet. Zum Ende der 1980er Jahre kam es zu Wohnumfeldverschlechterungen des Komplexes (unter anderem durch Kriminalität und zunehmende Verschmutzung), jedoch wurden diese durch intensive Investitionen in Sicherheitstechnik und -personal (Wachschutz) in den 1990er Jahren kompensiert. Zwischen 1998 und 2000 wurden innerhalb dieses Rahmens Investitionen von umgerechnet über 6,6 Millionen Euro getätigt.
Das Gesamtwerk wurde 2002 mit dem Renault Traffic Design Award für fortschrittliche Verkehrsarchitektur in der Kategorie ‚Historischer Award‘ ausgezeichnet.